# Alveslohe
Alveslohe település Németországban, Schleswig-Holstein tartományban. Lakosainak száma 2868 fő (2023. december 31.).

## Népesség
A település népességének változása:
| Lakosok száma | 1768 | 2782 | 2731 | 2786 | 2814 | 2868 |
|               | 1975 | 2017 | 2019 | 2021 | 2022 | 2023 |